# Hosianna, glatt vi sjunga här
Hosianna, glatt vi sjunga här är en barnpsalm av evangelisten i Helgelseförbundet Emil Gustafson tillsammans med signaturen +. Texten finns inte omnämnd i Oscar Lövgren 1964. Psalmen har fyra 4-radiga verser och en refräng som lyder:
|:Nu är barnens jubelfest ,:|
Ja, nu är barnens jubelfest.
Upp hvarje barn och sjung!

## Publicerad i
- Hjärtesånger 1895, som nr 259 under rubriken Barnsånger med titeln Jubelfesten.